# 香港茶
香港茶意指在香港境內種植以及製作的茶葉。在香港開埠前，茶業曾經是香港歷史上是一項主要產業。香港茶業起源的歷史可追溯至宋朝，並在明清兩朝時達到高峰，在多個香港山峰均有茶樹的種植，生產出被譽為「香港四大名茶」的優質茶葉。香港具規模的種茶和製茶活動在清末起曾一度消失，只餘下分散的主要供自用的種茶地點；1950年代英國御用大律師貝納祺在大嶼山建立昂坪茶園，以商業規模營運並將出產茶葉銷售至外國；而到21世紀嘉道理農場亦嘗試復興商業種植及手工製茶，有限度地對外銷售茶葉和茶品。

## 歷史

### 早年產茶
香港產茶的起源可追溯至兩宋時期。北宋末年因中原戰亂令大量人口南遷，部份選擇落戶香港地區，並開墾土地以耕種稻米、蔬菜、果樹和茶樹等維生。到南宋末年，在元兵南侵中原下，宋帝昰等人從臨安（即現今杭州市）南逃至閩粵一帶，部份散兵和眷顧留居香港，而杭州茶業作為當地著名產業，在香港的種茶活動因這些南遷遺民得以發展。
最早明確記錄了香港境內茶葉的種植、出產和味道描述的文獻載於清初康熙十七年（1678年）屈大均編寫的《廣東新語》中：
|                              | 新安杯渡山絕壁，有類蒙山茶者，烹之作幽蘭茉莉氣，水濯十餘次，甘芳愈勝。或經一宿再濯，氣味不減。飲者無不驚異。山勢高，雲露滋潤，得太清之精英多故也。 |
| ——《廣東新語》卷十四〈食語〉 | |

當中的「杯渡山」為現今的屯門青山，顯示明朝至清朝初期香港境內已有茶樹種植和製茶的活動。
在清朝康熙二十七年（1688年）編成的《新安縣志》內記載了當時新安縣內的茶葉情況，例如大帽山、馬鞍山和吉澳海的西南邊開發了一定規模的梯田，以作商業種茶。而在嘉慶廿四年（1820年）版的《新安縣志》中指出了當時區內主要有四個地方種植了茶樹：杯渡山蒙山茶、鳳凰山鳳凰茶、擔竿山擔竿茶和竹仔林清明茶；以及描述了各地製成的茶葉的味道及特色：
|                            | 茶產邑中者甚夥，其出於杯渡山絕壁上者，有類蒙山茶。烹之作幽蘭茉莉氣。緣山勢高，得霧露以滋潤之故，味益甘芳，但不易得耳。若鳳凰山之鳳凰茶，擔竿山之擔竿茶，消食退熱；以及竹仔林之清明茶，亦邑中之最著者也。 |
| ——《新安縣志》卷三〈物產〉 | |

當中的「蒙山茶」指產自四川蒙頂山的蒙山茶，自唐朝起已成朝廷貢品；而在此以蒙山茶比對杯渡山（青山）出產的茶葉，表達茶葉質素之高。另外於卷四〈山水略〉中亦有提及鳳凰山及大帽山之產茶，如：「鳳凰山，在大奚山帳內，雙峰插霄，形如鳳閣，與杯渡山對峙。中有神茶一株，能消食退暑，但不可多得。」以及「大帽山，在城東五十里，形如大帽，由梧桐山迤邐南旋西折。高二百丈，為五都之鎮。上有石塔，多產茶。」，表示鳳凰山生產的茶葉有如「神茶」，以及大帽山茶葉產量之多。
1859年，來華傳教士高懷義牧師（Rev. Rudolph Krone）所編寫的《新安縣志略》（A Notice of the San On District）中記述了新安縣的茶樹種植和飲用的狀況：「茶樹在多處地方種植，通常稱為『山茶』，所製茶葉有頗強澀味，但為當地居民，特別是長者所喜，他們認為這種茶能幫助消化，消除熱氣，很多人只飲這種土產茶葉。」。

### 英屬時期至現在

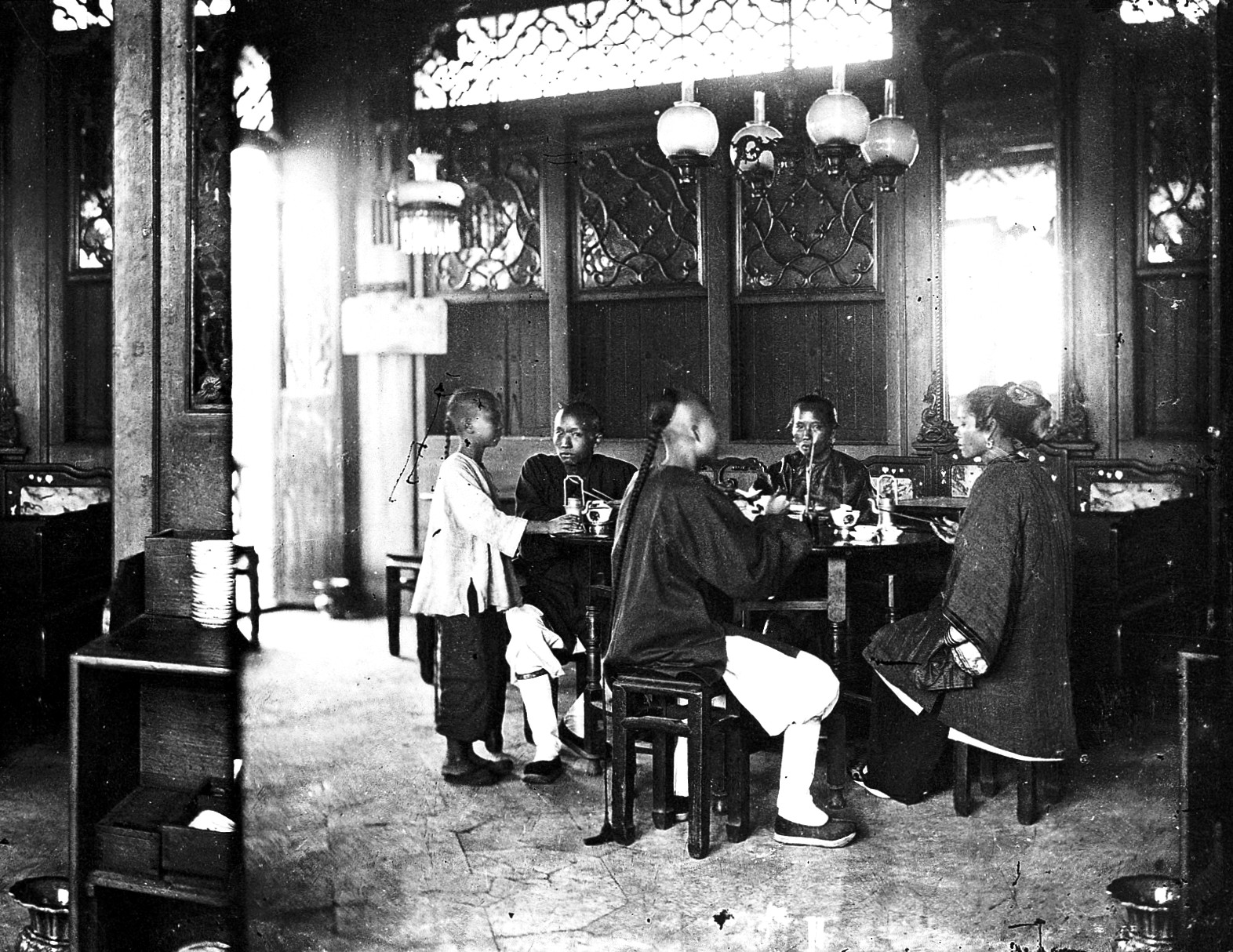
約翰·湯臣攝於1868至1871年間的香港茶樓。

1898年英國，正式租借新界，時任輔政司駱克撰寫的《駱克報告書》記錄了大帽山脈北坡1,500英尺（460）上種植了茶樹。1906年的香港行政報告中記錄了大老山和水牛山上的機落均有種茶活動，亦曾經頗為興盛，但在英國租借新界前已衰落。而在之後的行政報告已無再提及香港境內的種茶資料。根據沙田理民官及歷史學家夏思義（Patrick H. Hase）研究，荃灣老圍村居民一直會到大帽山山頂採茶，亦記載了一位男子自1906年起每年的農曆三月均會每星期到山上採集約十斤「雲霧茶」。另外歷史學家科大衛研究，記載了大帽山下的川龍村早年以種茶為生，但相信在1920年代後茶園已荒廢。

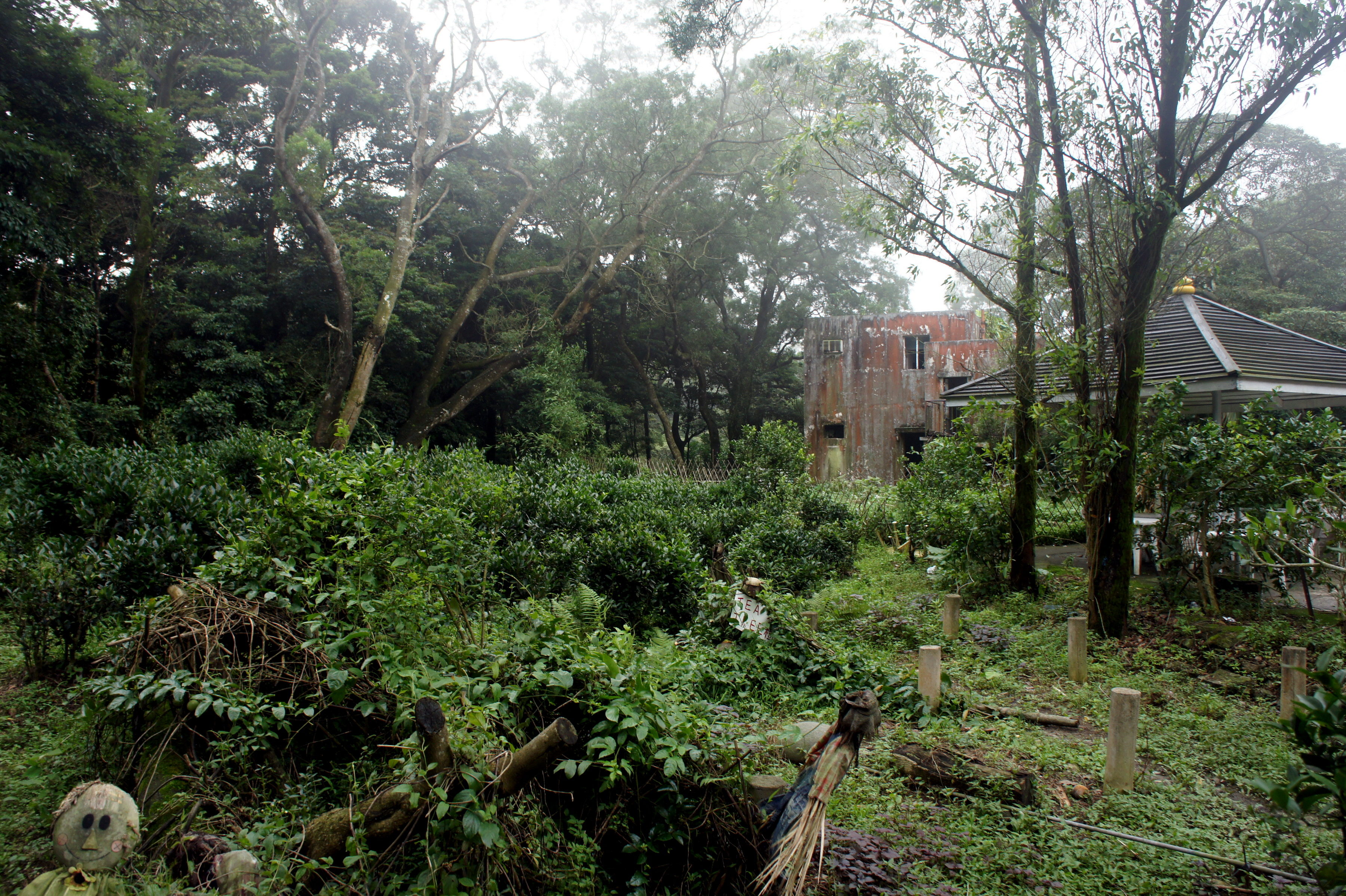
位於木魚山山腰的昂坪茶園現況。

二次世界大戰後1940年代尾，英國人大律師貝納祺（Brook Bernacchi）獲理民府批出了在大嶼山木魚山的一幅面積約42公頃的地皮，參照他在戰時逗留過的緬甸的茶樹種植場建立了「昂坪茶園」，成為了當時香港唯一商業產茶之茶園。茶園規模達20萬棵茶樹，出產自家茶葉品牌「蓮花嘜雲霧茶」（Lotus Brand Tea），年產量約1800公斤。昂坪茶園在60至80年代為熱門旅遊地點，吸引了遊客到茶園光顧餐廳和購買茶葉，另茶葉更遠銷至美國和印度。茶園後來因貝納祺在1996年逝世、昂坪開始發展以及生產成本問題下而開始衰落。
在1957至1958年間期，夏思義記錄了在清水灣一帶的下洋村、大埔仔、西貢南圍和北港凹都有種植不多於100棵茶樹以及茶葉生產。另外，在大嶼山山廈村的村民亦會到大東山山腳採茶。而在80年代，沙田茂草岩的客家村落仍有以傳統方法種植和製作成發酵「山茶」。茶樹一年可採摘四次，以清明節前後採集的品質為最佳作自用，其餘的則會送到大埔墟等墟市寄賣。
位於大帽山北坡的嘉道理農場於2004年起在農場內山腰約海拔400米高處開始種植茶樹，建立了內有兩個面積少於半公頃的茶園，為現今在香港境內唯一仍有產茶之茶園。茶園內有2000多棵茶樹，種植了名花、黃枝香、金萱三個品種，並聘請了曾在大帽山種植綠茶的客家茶農，使用人手炒茶方式製成有機綠茶。茶園每年有10次收成，每年總產量約有20至30公斤，約出產500包茶葉。

## 香港四大名茶
「香港四大名茶」指的是在清朝嘉慶年版《新安縣志》內所記載的四種香港境內出產之著名茶葉，早於明朝已開始種植。
1. 鳳凰山鳳凰茶：產於大嶼山最高之鳳凰山，為香港出產茶葉之中品質較佳的一種，鳳凰茶以嫩芽製作，葉呈圓珠形狀。[1]
2. 杯渡山蒙山茶：產於屯門青山（杯渡山為青山古稱），《廣東新語》和《新安縣志》以產於四川的朝廷貢品蒙山茶比對此處的茶葉，以表達茶葉之優。在光緒五年（1879年）編成的《廣州府志》卷十六〈輿地略〉命名杯渡山產的茶葉為「新安茶」，顯示茶葉在縣内的代表性。[5]
3. 擔竿茶：產於青衣擔竿山，山峰現已被剷平，茶田現已無跡可尋。[14]
4. 清明茶：產於大欖竹仔林。[14]